# Eugène Vieillard
Eugène Vieillard  ( * 1819 -1896 ) fue un naturalista, cirujano y botánico francés.
De 1861 a 1867 fue explorador recolectando flora de Nueva Caledonia y de Tahití. Prácticamente todas sus nuevas especies de algas, las nombró su amigo Friedrich Traugott Kützing . Fue director del Jardín botánico de Caen.

## Algunas publicaciones
- Vieillard, E; E Deplanche. Essai sur la Nouvelle-Calédonie . Ed. L'harmattan.

## Honores
Las especies vegetales:
- Nepenthes vieillardii Hook.f.
- Gracilaria vieillardii P.C.Silva

se nombraron en su honor.
- La abreviatura «Vieill.» se emplea para indicar a Eugène Vieillard como autoridad en la descripción y clasificación científica de los vegetales.[1]